# Łąka subalpejska
Łąka subalpejska – azonalne zbiorowisko roślinne w górach związane z piętrowym układem roślinności występujące między górną granicą lasu a piętrem alpejskim. Piętro subalpejskie w różnych górach znajduje się na różnych wysokościach nad poziomem morza, w zależności od szerokości geograficznej i klimatu.
W górach Europy Środkowej występuje w piętrze subalpejskim (piętro kosówki), ponad reglem górnym a poniżej piętra hal. 

## Łąki subalpejskie Europy Środkowej
Łąki subalpejskie, półnaturalne zbiorowisko trawiaste występują wśród połaci kosówki, które w większości powstały sztucznie przed drugą połową XX wieku w wyniku wycięcia lub wypalenia kosodrzewiny, na potrzeby górskich pastwisk dla bydła i owiec lub łąk kośnych. Piętro kosówki położone jest w strefie klimatu bardzo chłodnego, w której średnia roczna temperatura przy górnej granicy wynosi około 0 °C, roczna suma opadów osiąga ok. 1800 mm, a pokrywa śnieżna utrzymuje się średnio przez 215 dni w roku. Roślinność porastająca łąki, wykształciła szereg przystosowań do życia w warunkach subalpejskich. Są to m.in. zdolność do wegetatywnego rozrastania się oraz niezwykła elastyczność pędów. Dzięki rozrostowi wegetatywnemu gatunki skutecznie kolonizują wolne przestrzenie. Mocne, sprężyste pędy są odporne nie tylko na działanie wiatru, ale także  śniegu, co zabezpiecza je przed przemarzaniem. Łąki subalpejskie porastają murawy z trzcinnikiem owłosionym i ziołorośla.  W zespołach ziołorośli wyróżniają się: miłosna górska, wietlica alpejska, ciemiężyca zielona, lepiężnik biały, jaskier platanolistny, tojad mocny, modrzyk górski, omieg górski oraz traworośla z zespołem psiej trawki na czele. W miejscach, gdzie śnieg zalega wyjątkowo długo, optymalne warunki do życia znajduje kosmatka brunatna. W reglu subalpejskim jest wiele roślin kwiatowych, spotkać można: zawilca narcyzowego, wawrzynka wilczełyko, naparstnicę zwyczajną, lilię złotogłów, zerwa kłosową, pierwiosnka wyniosłego oraz sasankę alpejską. Na niektórych łąkach wytworzyły się torfowiska: torfowiska wiszące, na łąkach położonych na zboczach oraz torfowiska wysokie powstałe na łąkach położonych na płaskich powierzchniach zrównań.
Kosówkę rosnącą w piętrze subalpejskim wycinano i wypalano do drugiej połowy XX wieku na potrzeby górskich pastwisk dla owiec i wołów. Gospodarka pasterska przyczyniła się do znacznego wzrostu pastwisk z bliźniczką psią trawką, kosztem likwidacji piętra zarośli oraz daleko idących przekształceń traworośli, ziołorośli oraz zbiorowisk alpejskich. Obecnie siedliska te objęte są ochroną. 

## Zobacz
- połonina
- hala
- polana reglowa